# Ferdinand Skaret
Ferdinand Skaret (9. září 1862 Jihlava – 3. ledna 1941 Vídeň) byl rakouský sociálně demokratický politik, na počátku 20. století poslanec Říšské rady, v meziválečném období poslanec rakouské Národní rady.

## Biografie
Pocházel z rodiny tkalcovského pomocníka. Vychodil národní školu. Vyučil se stolařem a v roce 1880 přesídlil do Vídně. Angažoval se v Sociálně demokratické straně Rakouska. Byl tajemníkem stolařských odborů a redaktorem listu Tischlerzeitung. Počátkem 90. let se stal předsedou odborového svazu pracovníků v dřevařství. Pracoval jako tajemník strany ve Vídni. Od počátku 90. let zasedal v užším výboru celostátního vedení strany. Účastnil se mezinárodních kongresů socialistických stran. Od roku 1898 měl funkci organizačního tajemníka celostátní sociální demokracie a podílel se na její proměně v masovou politickou stranu. Byl předsedou vídeňského konzumního spolku Vorwärts. V letech 1906–1923 zasedal ve vídeňské obecní radě.
Na počátku 20. století se zapojil i do celostátní politiky. Ve volbách do Říšské rady roku 1907, konaných poprvé podle všeobecného a rovného volebního práva, získal mandát v Říšské radě (celostátní zákonodárný sbor) za obvod Dolní Rakousy 24. Usedl do poslanecké frakce Klub německých sociálních demokratů. Mandát obhájil za týž obvod i ve volbách do Říšské rady roku 1911. Ve vídeňském parlamentu setrval do zániku monarchie.
Po válce zasedal v letech 1918–1919 jako poslanec Provizorního národního shromáždění Německého Rakouska (Provisorische Nationalversammlung). Následně od 4. března 1919 do 9. listopadu 1920 byl poslancem Ústavodárného národního shromáždění Rakouska a od 10. listopadu 1920 do 1. října 1930 poslancem rakouské Národní rady. Z parlamentu odešel z důvodu vysokého věku a roku 1932 opustil i stranické funkce a politický život jako takový.